# Europees kampioenschap voetbal mannen onder 19 - 2019 (kwalificatie)
De kwalificatie voor het Europees kampioenschap voetbal voor mannen onder 19 jaar van 2019 werd gespeeld tussen 10 oktober 2018 en 26 maart 2019. Er zouden in totaal 7 landen kwalificeren voor het eindtoernooi dat in juli 2019 heeft plaatsgevonden in Armenië. Spelers die geboren zijn na 1 januari 2000 mochten deelnemen. Armenië hoefde geen kwalificatiewedstrijden te spelen, dit land was als gastland automatisch gekwalificeerd. In totaal deden er 54 landen van de UEFA mee.

## Gekwalificeerde landen
| # | Land      | Gekwalificeerd als          | Eerdere deelnames                                                      |
| - | --------- | --------------------------- | ---------------------------------------------------------------------- |
| 1 | Armenië   | Gastland                    | 2005                                                                   |
| 2 | Ierland   | Eliteronde: Winnaar groep 1 | 2002, 2011                                                             |
| 3 | Tsjechië  | Eliteronde: Winnaar groep 2 | 2002, 2003, 2006, 2008, 2011, 2017                                     |
| 4 | Noorwegen | Eliteronde: Winnaar groep 3 | 2002, 2003, 2005, 2018                                                 |
| 5 | Spanje    | Eliteronde: Winnaar groep 4 | 2002, 2004, 2006, 2007, 2008, 2009, 2010, 2011, 2012, 2013, 2015, 2018 |
| 6 | Frankrijk | Eliteronde: Winnaar groep 6 | 2003, 2005, 2007, 2009, 2010, 2013, 2015, 2016, 2018                   |
| 7 | Portugal  | Eliteronde: Winnaar groep 5 | 2003, 2006, 2007, 2010, 2012, 2013, 2014, 2016, 2017, 2018             |
| 8 | Italië    | Eliteronde: Winnaar groep 5 | 2003, 2004, 2008, 2010, 2016, 2018                                     |

Vetgedrukt betekent dat dit land kampioen werd in dat jaar.

## Loting kwalificatieronde
De loting vond plaats in het hoofdkantoor van de UEFA in Nyon, Zwitserland. Dat was op 6 december 2018 om 10:00. Bij de loting werd rekening gehouden met de eerdere resultaten van de landen. Zo werd het coëfficiënt berekend met de resultaten van de kwalificatietoernooien van het Europees Kampioenschap voetbal onder 19 van 2014, 2015, 2016 en 2017. (In tegenstelling tot de jaren ervoor, waarbij er steeds rekening werd gehouden met de resultaten van de laatste drie jaar.) Armenië deed niet mee aan de loting, omdat dit land al gekwalificeerd was. Twee landen waren automatisch gekwalificeerd voor de eliteronde, Portugal en Duitsland. Om politieke redenen mochten Spanje en Gibraltar, Servië en Kosovo en Bosnië en Herzegovina en Kosovo niet bij elkaar terecht komen.
| Team    | Coëfficiënt | Ranking |
| ------- | ----------- | ------- |
| Armenië | 2.333       | —       |

| Team      | Coëfficiënt | Ranking |
| --------- | ----------- | ------- |
| Portugal  | 24.722      | 1       |
| Duitsland | 22.778      | 2       |

| Team        | Coëfficiënt | Ranking |
| ----------- | ----------- | ------- |
| Engeland    | 21.889      | 3       |
| Oostenrijk  | 19.000      | 4       |
| Frankrijk   | 18.556      | 5       |
| Nederland   | 17.667      | 6       |
| Spanje      | 16.500      | 7       |
| Oekraïne    | 14.833      | 8       |
| Tsjechië    | 14.833      | 9       |
| Servië      | 14.667      | 10      |
| Rusland     | 14.611      | 11      |
| Italië      | 14.222      | 12      |
| Griekenland | 12.500      | 13      |
| Zweden      | 12.111      | 14      |
| Georgië     | 11.833      | 15      |

| Team        | Coëfficiënt | Ranking |
| ----------- | ----------- | ------- |
| Kroatië     | 11.778      | 16      |
| Israël      | 11.333      | 17      |
| België      | 11.167      | 18      |
| Turkije     | 11.000      | 19      |
| Bulgarije   | 10.556      | 20      |
| Slowakije   | 9.833       | 21      |
| Ierland     | 9.000       | 22      |
| Hongarije   | 9.000       | 23      |
| Schotland   | 8.833       | 24      |
| Zwitserland | 8.500       | 25      |
| Denemarken  | 8.500       | 26      |
| Polen       | 8.167       | 27      |
| Montenegro  | 8.000       | 28      |

| Team                  | Coëfficiënt | Ranking |
| --------------------- | ----------- | ------- |
| Noorwegen             | 7.667       | 29      |
| Bosnië en Herzegovina | 6.833       | 30      |
| Wales                 | 6.333       | 31      |
| Slovenië              | 6.167       | 32      |
| Roemenië              | 5.333       | 33      |
| Cyprus                | 5.167       | 34      |
| Litouwen              | 4.667       | 35      |
| Finland               | 4.667       | 36      |
| Noord-Ierland         | 4.000       | 37      |
| IJsland               | 4.000       | 38      |
| Azerbeidzjan          | 4.000       | 39      |
| Wit-Rusland           | 3.333       | 40      |
| Noord-Macedonië       | 3.333       | 41      |

| Team          | Coëfficiënt | Ranking |
| ------------- | ----------- | ------- |
| Letland       | 3.000       | 42      |
| Albanië       | 2.667       | 43      |
| Luxemburg     | 2.667       | 44      |
| Estland       | 2.667       | 45      |
| Malta         | 2.333       | 46      |
| Andorra       | 1.333       | 47      |
| Faeröer       | 1.333       | 48      |
| Moldavië      | 1.000       | 49      |
| Liechtenstein | 0.333       | 50      |
| Gibraltar     | 0.333       | 51      |
| Kazachstan    | 0.333       | 52      |
| San Marino    | 0.000       | 53      |
| Kosovo        | —           | 54      |

Vetgedrukt betekent dat dit land zich heeft gekwalificeerd voor het hoofdtoernooi.

## Kwalificatieronde

### Groep 1
De wedstrijden werden gespeeld tussen 14 november en 20 november in Georgië.
| Pos | Team          | Wed | W | G | V | Ptn | DV | DT | +/− | Kwalificatie              |   | ISR | AZE | GEO | LIE |
| --- | ------------- | --- | - | - | - | --- | -- | -- | --- | ------------------------- | - | --- | --- | --- | --- |
| 1   | Israël        | 3   | 2 | 1 | 0 | 7   | 7  | 3  | +4  | Geplaatst voor eliteronde |   | —   | 4–1 | 1–1 | 2–1 |
| 2   | Azerbeidzjan  | 3   | 2 | 0 | 1 | 6   | 6  | 5  | +1  | Geplaatst voor eliteronde |   | —   | —   | 2–1 | 3–0 |
| 3   | Georgië       | 3   | 1 | 1 | 1 | 4   | 9  | 3  | +6  |                           |   | —   | —   | —   | 7–0 |
| 4   | Liechtenstein | 3   | 0 | 0 | 3 | 0   | 1  | 12 | −11 |                           | — | —   | —   | —   |     |

### Groep 2
De wedstrijden werden gespeeld tussen 10 oktober en  16 oktober in Estland.
| Pos | Team       | Wed | W | G | V | Ptn | DV | DT | +/− | Kwalificatie              |   | ITA | DEN | FIN | EST |
| --- | ---------- | --- | - | - | - | --- | -- | -- | --- | ------------------------- | - | --- | --- | --- | --- |
| 1   | Italië     | 3   | 3 | 0 | 0 | 9   | 7  | 0  | +7  | Geplaatst voor eliteronde |   | —   | 1–0 | 3–0 | 3–0 |
| 2   | Denemarken | 3   | 1 | 1 | 1 | 4   | 3  | 1  | +2  | Geplaatst voor eliteronde |   | —   | —   | 0–0 | 3–0 |
| 3   | Finland    | 3   | 0 | 2 | 1 | 2   | 0  | 3  | −3  |                           |   | —   | —   | —   | 0–0 |
| 4   | Estland    | 3   | 0 | 1 | 2 | 1   | 0  | 6  | −6  |                           | — | —   | —   | —   |     |

### Groep 3
De wedstrijden werden gespeeld tussen 14 november en 20 november in Tsjechië.
| Pos | Team            | Wed | W | G | V | Ptn | DV | DT | +/− | Kwalificatie              |   | CZE | CRO | MKD | LUX |
| --- | --------------- | --- | - | - | - | --- | -- | -- | --- | ------------------------- | - | --- | --- | --- | --- |
| 1   | Tsjechië        | 3   | 2 | 1 | 0 | 7   | 6  | 4  | +2  | Geplaatst voor eliteronde |   | —   | 2–2 | 2–1 | 2–1 |
| 2   | Kroatië         | 3   | 1 | 2 | 0 | 5   | 5  | 4  | +1  | Geplaatst voor eliteronde |   | —   | —   | 1–1 | 2–1 |
| 3   | Noord-Macedonië | 3   | 1 | 1 | 1 | 4   | 4  | 3  | +1  |                           |   | —   | —   | —   | 2–0 |
| 4   | Luxemburg       | 3   | 0 | 0 | 3 | 0   | 2  | 6  | −4  |                           | — | —   | —   | —   |     |

### Groep 4
De wedstrijden werden gespeeld tussen 14 november en 20 november in Wales.
| Pos | Team       | Wed | W | G | V | Ptn | DV | DT | +/− | Kwalificatie              |   | SCO | WAL | SWE | SMR |
| --- | ---------- | --- | - | - | - | --- | -- | -- | --- | ------------------------- | - | --- | --- | --- | --- |
| 1   | Schotland  | 3   | 2 | 1 | 0 | 7   | 9  | 3  | +6  | Geplaatst voor eliteronde |   | —   | 2–1 | 2–2 | 5–0 |
| 2   | Wales      | 3   | 2 | 0 | 1 | 6   | 5  | 3  | +2  | Geplaatst voor eliteronde |   | —   | —   | 2–1 | 2–0 |
| 3   | Zweden     | 3   | 1 | 1 | 1 | 4   | 5  | 5  | 0   |                           |   | —   | —   | —   | 2–1 |
| 4   | San Marino | 3   | 0 | 0 | 3 | 0   | 1  | 9  | −8  |                           | — | —   | —   | —   |     |

### Groep 5
De wedstrijden werden gespeeld tussen 14 november en  20 november in Turkije.
| Pos | Team     | Wed | W | G | V | Ptn | DV | DT | +/− | Kwalificatie              |   | TUR | ENG | ISL | MDA |
| --- | -------- | --- | - | - | - | --- | -- | -- | --- | ------------------------- | - | --- | --- | --- | --- |
| 1   | Turkije  | 3   | 2 | 0 | 1 | 6   | 5  | 2  | +3  | Geplaatst voor eliteronde |   | —   | 1–0 | 1–2 | 3–0 |
| 2   | Engeland | 3   | 2 | 0 | 1 | 6   | 7  | 2  | +5  | Geplaatst voor eliteronde |   | —   | —   | 3–1 | 4–0 |
| 3   | IJsland  | 3   | 1 | 1 | 1 | 4   | 4  | 5  | −1  |                           |   | —   | —   | —   | 1–1 |
| 4   | Moldavië | 3   | 0 | 1 | 2 | 1   | 1  | 8  | −7  |                           | — | —   | —   | —   |     |

### Groep 6
De wedstrijden werden gespeeld tussen 14 november en 20 november in Malta.
| Pos | Team      | Wed | W | G | V | Ptn | DV | DT | +/− | Kwalificatie              |   | FRA | BEL | MLT | LTU |
| --- | --------- | --- | - | - | - | --- | -- | -- | --- | ------------------------- | - | --- | --- | --- | --- |
| 1   | Frankrijk | 3   | 2 | 1 | 0 | 7   | 10 | 2  | +8  | Geplaatst voor eliteronde |   | —   | 2–2 | 1–0 | 7–0 |
| 2   | België    | 3   | 1 | 2 | 0 | 5   | 8  | 3  | +5  | Geplaatst voor eliteronde |   | —   | —   | 1–1 | 5–0 |
| 3   | Malta     | 3   | 1 | 1 | 1 | 4   | 3  | 3  | 0   |                           |   | —   | —   | —   | 2–1 |
| 4   | Litouwen  | 3   | 0 | 0 | 3 | 0   | 1  | 14 | −13 |                           | — | —   | —   | —   |     |

### Groep 7
De wedstrijden werden gespeeld tussen 10 oktober en  16 oktober in Hongarije.
| Pos | Team       | Wed | W | G | V | Ptn | DV | DT | +/− | Kwalificatie              |   | HUN | SLO | AUT | KOS |
| --- | ---------- | --- | - | - | - | --- | -- | -- | --- | ------------------------- | - | --- | --- | --- | --- |
| 1   | Hongarije  | 3   | 2 | 1 | 0 | 7   | 4  | 2  | +2  | Geplaatst voor eliteronde |   | —   | 2–1 | 2–1 | 0–0 |
| 2   | Slovenië   | 3   | 1 | 1 | 1 | 4   | 7  | 5  | +2  | Geplaatst voor eliteronde |   | —   | —   | 2–2 | 4–1 |
| 3   | Oostenrijk | 3   | 0 | 2 | 1 | 2   | 3  | 4  | −1  |                           |   | —   | —   | —   | 0–0 |
| 4   | Kosovo     | 3   | 0 | 2 | 1 | 2   | 1  | 4  | −3  |                           | — | —   | —   | —   |     |

### Groep 8
De wedstrijden werden gespeeld tussen 10 oktober en  16 oktober in Albanië.
| Pos | Team      | Wed | W | G | V | Ptn | DV | DT | +/− | Kwalificatie              |   | UKR | NOR | SVK | ALB |
| --- | --------- | --- | - | - | - | --- | -- | -- | --- | ------------------------- | - | --- | --- | --- | --- |
| 1   | Oekraïne  | 3   | 2 | 0 | 1 | 6   | 6  | 3  | +3  | Geplaatst voor eliteronde |   | —   | 1–2 | 4–1 | 1–0 |
| 2   | Noorwegen | 3   | 2 | 0 | 1 | 6   | 4  | 3  | +1  | Geplaatst voor eliteronde |   | —   | —   | 1–2 | 1–0 |
| 3   | Slowakije | 3   | 2 | 0 | 1 | 6   | 6  | 5  | +1  |                           |   | —   | —   | —   | 3–0 |
| 4   | Albanië   | 3   | 0 | 0 | 3 | 0   | 0  | 5  | −5  |                           | — | —   | —   | —   |     |

### Groep 9
De wedstrijden werden gespeeld tussen 14 november en 20 november in Noord-Ierland.
| Pos | Team          | Wed | W | G | V | Ptn | DV | DT | +/− | Kwalificatie              |   | SRB | POL | NIR | KAZ |
| --- | ------------- | --- | - | - | - | --- | -- | -- | --- | ------------------------- | - | --- | --- | --- | --- |
| 1   | Servië        | 3   | 2 | 1 | 0 | 7   | 9  | 4  | +5  | Geplaatst voor eliteronde |   | —   | 4–1 | 3–1 | 2–2 |
| 2   | Polen         | 3   | 1 | 1 | 1 | 4   | 5  | 4  | +1  | Geplaatst voor eliteronde |   | —   | —   | 0–0 | 4–0 |
| 3   | Noord-Ierland | 3   | 1 | 1 | 1 | 4   | 4  | 5  | −1  |                           |   | —   | —   | —   | 3–2 |
| 4   | Kazachstan    | 3   | 0 | 1 | 2 | 1   | 4  | 9  | −5  |                           | — | —   | —   | —   |     |

### Groep 10
De wedstrijden werden gespeeld tussen 10 oktober en  16 oktober in Ierland.
| Pos | Team                  | Wed | W | G | V | Ptn | DV | DT | +/− | Kwalificatie              |   | IRL | NED | BIH | FAR |
| --- | --------------------- | --- | - | - | - | --- | -- | -- | --- | ------------------------- | - | --- | --- | --- | --- |
| 1   | Ierland               | 3   | 3 | 0 | 0 | 9   | 8  | 2  | +6  | Geplaatst voor eliteronde |   | —   | 2–1 | 3–1 | 3–0 |
| 2   | Nederland             | 3   | 2 | 0 | 1 | 6   | 12 | 2  | +10 | Geplaatst voor eliteronde |   | —   | —   | 6–0 | 5–0 |
| 3   | Bosnië en Herzegovina | 3   | 1 | 0 | 2 | 3   | 3  | 10 | −7  |                           |   | —   | —   | —   | 2–1 |
| 4   | Faeröer               | 3   | 0 | 0 | 3 | 0   | 1  | 10 | −9  |                           | — | —   | —   | —   |     |

### Groep 11
De wedstrijden werden gespeeld tussen 13 november en 19 november in Cyprus.
| Pos | Team       | Wed | W | G | V | Ptn | DV | DT | +/− | Kwalificatie              |   | RUS | CYP | LAT | MNE |
| --- | ---------- | --- | - | - | - | --- | -- | -- | --- | ------------------------- | - | --- | --- | --- | --- |
| 1   | Rusland    | 3   | 2 | 1 | 0 | 7   | 5  | 1  | +4  | Geplaatst voor eliteronde |   | —   | 2–0 | 1–1 | 2–0 |
| 2   | Cyprus     | 3   | 1 | 1 | 1 | 4   | 1  | 2  | −1  | Geplaatst voor eliteronde |   | —   | —   | 1–0 | 0–0 |
| 3   | Letland    | 3   | 1 | 1 | 1 | 4   | 3  | 3  | 0   |                           |   | —   | —   | —   | 2–1 |
| 4   | Montenegro | 3   | 0 | 1 | 2 | 1   | 1  | 4  | −3  |                           | — | —   | —   | —   |     |

### Groep 12
De wedstrijden werden gespeeld tussen 10 oktober en  16 oktober in Zwitserland.
| Pos | Team        | Wed | W | G | V | Ptn | DV | DT | +/− | Kwalificatie              |   | ESP | SUI | BLR | AND |
| --- | ----------- | --- | - | - | - | --- | -- | -- | --- | ------------------------- | - | --- | --- | --- | --- |
| 1   | Spanje      | 3   | 3 | 0 | 0 | 9   | 10 | 1  | +9  | Geplaatst voor eliteronde |   | —   | 2–1 | 3–0 | 5–0 |
| 2   | Zwitserland | 3   | 2 | 0 | 1 | 6   | 4  | 2  | +2  | Geplaatst voor eliteronde |   | —   | —   | 1–0 | 2–0 |
| 3   | Wit-Rusland | 3   | 1 | 0 | 2 | 3   | 2  | 4  | −2  |                           |   | —   | —   | —   | 2–0 |
| 4   | Andorra     | 3   | 0 | 0 | 3 | 0   | 0  | 9  | −9  |                           | — | —   | —   | —   |     |

### Groep 13
De wedstrijden werden gespeeld tussen 14 november en 20 november in Bulgarije.
| Pos | Team        | Wed | W | G | V | Ptn | DV | DT | +/− | Kwalificatie              |   | GRE | ROM | BUL | GIB |
| --- | ----------- | --- | - | - | - | --- | -- | -- | --- | ------------------------- | - | --- | --- | --- | --- |
| 1   | Griekenland | 3   | 3 | 0 | 0 | 9   | 12 | 3  | +9  | Geplaatst voor eliteronde |   | —   | 5–3 | 3–0 | 4–0 |
| 2   | Roemenië    | 3   | 1 | 1 | 1 | 4   | 12 | 6  | +6  | Geplaatst voor eliteronde |   | —   | —   | 1–1 | 8–0 |
| 3   | Bulgarije   | 3   | 1 | 1 | 1 | 4   | 7  | 4  | +3  |                           |   | —   | —   | —   | 6–0 |
| 4   | Gibraltar   | 3   | 0 | 0 | 3 | 0   | 0  | 18 | −18 |                           | — | —   | —   | —   |     |

## Loting eliteronde
De loting voor de eliteronde werd gehouden op 6 december 2018 om 11:00 in het UEFA-hoofdkwartier in Nyon, Zwitserland. De teams werden verdeeld op basis van de resultaten in de kwalificatieronde. Portugal en Duitsland, die landen waren automatisch gekwalificeerd voor deze ronde, werden in Pot 1 gezet. Bij de loting werd uit iedere pot 1 land getrokken en die werden bij elkaar in een groep gezet. Landen die in de kwalificatieronde al tegen elkaar hadden gespeeld konden niet nog een keer tegen elkaar loten. Om politieke redenen mochten Rusland en Oekraïne niet tegen elkaar loten.
| Pos | Grp | Team         | Wed | W | G | V | Ptn | DV | DT | +/− | Seeding |
| --- | --- | ------------ | --- | - | - | - | --- | -- | -- | --- | ------- |
| 1   | —   | Portugal     | 0   | 0 | 0 | 0 | 0   | 0  | 0  | 0   | Pot A   |
| 2   | —   | Duitsland    | 0   | 0 | 0 | 0 | 0   | 0  | 0  | 0   | Pot A   |
| 3   | 13  | Griekenland  | 3   | 3 | 0 | 0 | 9   | 12 | 3  | +9  | Pot A   |
| 4   | 12  | Spanje       | 3   | 3 | 0 | 0 | 9   | 10 | 1  | +9  | Pot A   |
| 5   | 2   | Italië       | 3   | 3 | 0 | 0 | 9   | 7  | 0  | +7  | Pot A   |
| 6   | 10  | Ierland      | 3   | 3 | 0 | 0 | 9   | 8  | 2  | +6  | Pot A   |
| 7   | 6   | Frankrijk    | 3   | 2 | 1 | 0 | 7   | 10 | 2  | +8  | Pot A   |
| 8   | 4   | Schotland    | 3   | 2 | 1 | 0 | 7   | 9  | 3  | +6  | Pot B   |
| 9   | 9   | Servië       | 3   | 2 | 1 | 0 | 7   | 9  | 4  | +5  | Pot B   |
| 10  | 1   | Israël       | 3   | 2 | 1 | 0 | 7   | 7  | 3  | +4  | Pot B   |
| 11  | 11  | Rusland      | 3   | 2 | 1 | 0 | 7   | 5  | 1  | +4  | Pot B   |
| 12  | 3   | Tsjechië     | 3   | 2 | 1 | 0 | 7   | 6  | 4  | +2  | Pot B   |
| 13  | 7   | Hongarije    | 3   | 2 | 1 | 0 | 7   | 4  | 2  | +2  | Pot B   |
| 14  | 10  | Nederland    | 3   | 2 | 0 | 1 | 6   | 12 | 2  | +10 | Pot B   |
| 15  | 5   | Engeland     | 3   | 2 | 0 | 1 | 6   | 7  | 2  | +5  | Pot C   |
| 16  | 8   | Oekraïne     | 3   | 2 | 0 | 1 | 6   | 6  | 3  | +3  | Pot C   |
| 17  | 5   | Turkije      | 3   | 2 | 0 | 1 | 6   | 5  | 2  | +3  | Pot C   |
| 18  | 4   | Wales        | 3   | 2 | 0 | 1 | 6   | 5  | 3  | +2  | Pot C   |
| 19  | 12  | Zwitserland  | 3   | 2 | 0 | 1 | 6   | 4  | 2  | +2  | Pot C   |
| 20  | 1   | Azerbeidzjan | 3   | 2 | 0 | 1 | 6   | 6  | 5  | +1  | Pot C   |
| 21  | 8   | Noorwegen    | 3   | 2 | 0 | 1 | 6   | 4  | 3  | +1  | Pot C   |
| 22  | 6   | België       | 3   | 1 | 2 | 0 | 5   | 8  | 3  | +5  | Pot D   |
| 23  | 3   | Kroatië      | 3   | 1 | 2 | 0 | 5   | 5  | 4  | +1  | Pot D   |
| 24  | 13  | Roemenië     | 3   | 1 | 1 | 1 | 4   | 12 | 6  | +6  | Pot D   |
| 25  | 7   | Slovenië     | 3   | 1 | 1 | 1 | 4   | 7  | 5  | +2  | Pot D   |
| 26  | 2   | Denemarken   | 3   | 1 | 1 | 1 | 4   | 3  | 1  | +2  | Pot D   |
| 27  | 9   | Polen        | 3   | 1 | 1 | 1 | 4   | 5  | 4  | +1  | Pot D   |
| 28  | 11  | Cyprus       | 3   | 1 | 1 | 1 | 4   | 1  | 2  | −1  | Pot D   |

## Eliteronde

### Groep 1
De wedstrijden werden gespeeld tussen 20 en 26 maart in Rusland.
| Pos | Team         | Wed | W | G | V | Ptn | DV | DT | +/− | Kwalificatie                     |   | IRL | ROM | RUS | AZE |
| --- | ------------ | --- | - | - | - | --- | -- | -- | --- | -------------------------------- | - | --- | --- | --- | --- |
| 1   | Ierland      | 3   | 3 | 0 | 0 | 9   | 10 | 1  | +9  | Geplaatst voor het hoofdtoernooi |   | —   | 5–0 | 2–0 | 3–1 |
| 2   | Roemenië     | 3   | 1 | 1 | 1 | 4   | 4  | 5  | −1  |                                  |   | —   | —   | 0–0 | 4–0 |
| 3   | Rusland      | 3   | 0 | 2 | 1 | 2   | 0  | 2  | −2  |                                  | — | —   | —   | 0–0 |     |
| 4   | Azerbeidzjan | 3   | 0 | 1 | 2 | 1   | 1  | 7  | −6  |                                  | — | —   | —   | —   |     |

### Groep 2
De wedstrijden werden gespeeld tussen 20 en 26 maart in Engeland.
| Pos | Team        | Wed | W | G | V | Ptn | DV | DT | +/− | Kwalificatie                     |   | CZE | GRE | ENG | DEN |
| --- | ----------- | --- | - | - | - | --- | -- | -- | --- | -------------------------------- | - | --- | --- | --- | --- |
| 1   | Tsjechië    | 3   | 2 | 0 | 1 | 6   | 7  | 6  | +1  | Geplaatst voor het hoofdtoernooi |   | —   | 3–1 | 1–4 | 3–1 |
| 2   | Griekenland | 3   | 1 | 1 | 1 | 4   | 5  | 6  | −1  |                                  |   | —   | —   | 2–1 | 2–2 |
| 3   | Engeland    | 3   | 1 | 1 | 1 | 4   | 7  | 5  | +2  |                                  | — | —   | —   | 2–2 |     |
| 4   | Denemarken  | 3   | 0 | 2 | 1 | 2   | 5  | 7  | −2  |                                  | — | —   | —   | —   |     |

### Groep 3
De wedstrijden werden gespeeld tussen 20 en 26 maart in Kroatië.
| Pos | Team      | Wed | W | G | V | Ptn | DV | DT | +/− | Kwalificatie                     |   | NOR | GER | CRO | HUN |
| --- | --------- | --- | - | - | - | --- | -- | -- | --- | -------------------------------- | - | --- | --- | --- | --- |
| 1   | Noorwegen | 3   | 2 | 1 | 0 | 7   | 4  | 2  | +2  | Geplaatst voor het hoofdtoernooi |   | —   | 1–0 | 3–2 | 0–0 |
| 2   | Duitsland | 3   | 2 | 0 | 1 | 6   | 5  | 2  | +3  |                                  |   | —   | —   | 2–1 | 3–0 |
| 3   | Kroatië   | 3   | 1 | 0 | 2 | 3   | 5  | 5  | 0   |                                  | — | —   | —   | 2–0 |     |
| 4   | Hongarije | 3   | 0 | 1 | 2 | 1   | 0  | 5  | −5  |                                  | — | —   | —   | —   |     |

### Groep 4
De wedstrijden werden gespeeld tussen 20 en 26 maart in Nederland.
| Pos | Team      | Wed | W | G | V | Ptn | DV | DT | +/− | Kwalificatie                     |   | ESP | NED | SLO | WAL |
| --- | --------- | --- | - | - | - | --- | -- | -- | --- | -------------------------------- | - | --- | --- | --- | --- |
| 1   | Spanje    | 3   | 2 | 1 | 0 | 7   | 7  | 2  | +5  | Geplaatst voor het hoofdtoernooi |   | —   | 1–0 | 1–1 | 5–1 |
| 2   | Nederland | 3   | 2 | 0 | 1 | 6   | 4  | 2  | +2  |                                  |   | —   | —   | 2–0 | 2–1 |
| 3   | Slovenië  | 3   | 1 | 1 | 1 | 4   | 4  | 3  | +1  |                                  | — | —   | —   | 3–0 |     |
| 4   | Wales     | 3   | 0 | 0 | 3 | 0   | 2  | 10 | −8  |                                  | — | —   | —   | —   |     |

### Groep 5
De wedstrijden werden gespeeld tussen 20 en 26 maart in Frankrijk.
| Pos | Team        | Wed | W | G | V | Ptn | DV | DT | +/− | Kwalificatie                     |   | FRA | ISR | POL | SUI |
| --- | ----------- | --- | - | - | - | --- | -- | -- | --- | -------------------------------- | - | --- | --- | --- | --- |
| 1   | Frankrijk   | 3   | 2 | 1 | 0 | 7   | 6  | 2  | +4  | Geplaatst voor het hoofdtoernooi |   | —   | 3–0 | 0–0 | 3–2 |
| 2   | Israël      | 3   | 2 | 0 | 1 | 6   | 4  | 3  | +1  |                                  |   | —   | —   | 1–0 | 3–0 |
| 3   | Polen       | 3   | 0 | 2 | 1 | 2   | 0  | 1  | −1  |                                  | — | —   | —   | 0–0 |     |
| 4   | Zwitserland | 3   | 0 | 1 | 2 | 1   | 2  | 6  | −4  |                                  | — | —   | —   | —   |     |

### Groep 6
De wedstrijden werden gespeeld tussen 20 en 26 maart in Portugal.
| Pos | Team      | Wed | W | G | V | Ptn | DV | DT | +/− | Kwalificatie                     |   | POR | SCO | TUR | CYP |
| --- | --------- | --- | - | - | - | --- | -- | -- | --- | -------------------------------- | - | --- | --- | --- | --- |
| 1   | Portugal  | 3   | 3 | 0 | 0 | 9   | 10 | 0  | +10 | Geplaatst voor het hoofdtoernooi |   | —   | 4–0 | 3–0 | 3–0 |
| 2   | Schotland | 3   | 2 | 0 | 1 | 6   | 7  | 5  | +2  |                                  |   | —   | —   | 3–1 | 4–0 |
| 3   | Turkije   | 3   | 0 | 1 | 2 | 1   | 3  | 8  | −5  |                                  | — | —   | —   | 2–2 |     |
| 4   | Cyprus    | 3   | 0 | 1 | 2 | 1   | 2  | 9  | −7  |                                  | — | —   | —   | —   |     |

### Groep 7
De wedstrijden werden gespeeld tussen 20 en 26 maart in Italië.
| Pos | Team     | Wed | W | G | V | Ptn | DV | DT | +/− | Kwalificatie                     |   | ITA | UKR | BEL | SRB |
| --- | -------- | --- | - | - | - | --- | -- | -- | --- | -------------------------------- | - | --- | --- | --- | --- |
| 1   | Italië   | 3   | 2 | 1 | 0 | 7   | 7  | 3  | +4  | Geplaatst voor het hoofdtoernooi |   | —   | 3–1 | 2–2 | 2–0 |
| 2   | Oekraïne | 3   | 1 | 1 | 1 | 4   | 8  | 7  | +1  |                                  |   | —   | —   | 5–2 | 2–2 |
| 3   | België   | 3   | 1 | 1 | 1 | 4   | 6  | 7  | −1  |                                  | — | —   | —   | 2–0 |     |
| 4   | Servië   | 3   | 0 | 1 | 2 | 1   | 2  | 6  | −4  |                                  | — | —   | —   | —   |     |